# Lorna Goodison
Pour les articles homonymes, voir Goodison.
Lorna Goodison (née le 1er août 1947) est une poétesse jamaïcaine et une des principales écrivaines antillaises de la génération née après la Seconde Guerre mondiale. Elle partage son temps entre la Jamaïque et Ann Arbor, Michigan, où elle enseigne à l'Université de Michigan. Elle est nommée poétesse lauréate de la Jamaïque en 2017.  En 2019, elle reçoit la Queen's Gold Medal for Poetry.

## Biographie
Lorna Gaye Goodison naît à Kingston, en Jamaïque le 1er août 1947, de Vivian Marcus et Doris Louise Goodison, dans une famille de neuf frères et sœurs (dont la journaliste primée Barbara Gloudon (en)),. Elle fait ses études au St. Hugh's High School, une des principales écoles supérieures anglicanes de la Jamaïque. Puis elle étudie à la Jamaica School of Art, avant de rejoindre l'Art Students League de New York. Outre la peinture, elle écrit de la poésie depuis son adolescence. Elle épouse d'abord Don Topping (personnalité de la radio jamaïcaine) en 1972. Ils ont un enfant, Miles Goodison Fearon et divorcent en 1978. Elle vit avec son second mari Ted Chamberlin et ils demeurent à Halfmoon Bay, British Columbia.  

## Carrière
Certains des premiers poèmes de Goodison sont publiés de manière anonyme dans le Jamaica Gleaner. Lorsqu'elle a une vingtaine d'années, de retour en Jamaïque, elle enseigne l'art et travaille dans la publicité et les relations publiques, avant de décider de poursuivre une carrière d'écrivaine professionnelle. Elle commence à publier sous son propre nom dans le Jamaica Journal et à donner des séances de lectures qui trouvent leur public.
Au début des années 1990, Goodison commence à enseigner une partie de l'année dans diverses universités nord-américaines, dont l'Université de Toronto et l'Université du Michigan.   
Également peintre, Goodison illustre ses propres couvertures de livres et expose ses œuvres dans les Caraïbes, aux États-Unis et en Europe.  
Depuis 2017, Goodison travaille avec la poète dub et entraîneuse d'arts martiaux Cherry Natural (née Marcia Wedderburn), pour animer une série d'ateliers d'été associant poésie et autodéfense. Ils s'adressent aux filles âgées de neuf à dix-sept ans et se déroulent à l'Institut de la Jamaïque,. Elle est professeure émérite de Département d'anglais et du centre pour les études africaines et afro-américaines de l'Université du Michigan,.   

## Écriture
Goodison décrit la poésie comme « un tyran dominant et intrusif. C'est quelque chose que je dois faire - une force méchante »,. Elle reconnaît : « Une grande partie de ce que j'ai appris sur l'écriture créative est due à Derek Walcott, alors j'ai appris des meilleurs ». Dans ses poèmes, elle mélange à l'anglais classique différents dialectes : de l'anglais jamaïcain, du jamaïcain créole ou du « dread talk », le patois parlé par les Rastafariens,. Goodison écrit principalement sur les femmes et leurs luttes au quotidien. Elle rend aussi hommage à des femmes célèbres comme Jean Rhys, Winnie Mandela, Rosa Parks.   

### Reconnaissance
Le 6 août 2013, Goodison reçoit l'honneur national jamaïcain de l'ordre de la Distinction, au grade de commandeur (CD), « pour ses réalisations exceptionnelles en littérature et en poésie ». 
Le 17 mai 2017, Goodison est investie comme deuxième poète lauréate de la Jamaïque, après Mervyn Morris, devenant ainsi la première femme à détenir ce titre,,,. Elle marque son premier Emancipation Day (en) lorsqu'elle porte ce titre avec un poème In Celebration of Emancipation, qui commémore la fin de l'esclavage des peuples africains en Jamaïque. Elle dit : « Je ne pense pas que ce soit par accident que je sois née le premier août, et je ne pense pas que ce soit par accident que j'ai reçu le don de la poésie, donc je suppose que cela signifie que je dois écrire sur ces personnes et leur condition, et je porterai le fardeau de ce qu'elles ont enduré et comment cela a perduré, jusqu'au jour de ma mort » (l'Emancipation Day est fêté le 1er août aux Caraïbes).
En mars 2018, l'Université de Yale désigne Goodison comme l'une des huit récipiendaires du prix de littérature Windham – Campbell, honorant les écrivains pour leurs réalisations ou carrières littéraires prometteuses et leur accordant un prix individuel de 165 000 $ US pour soutenir leurs travaux d'écriture. Les sept autres primés sont Lucas Hnath, Suzan-Lori Parks, Sarah Bakewell, Olivia Laing, John Keene, Jennifer Nansubuga Makumbi et Cathy Park Hong,,. 
Le poète et érudit littéraire Edward Baugh dit : « La poésie de Goodison a inscrit la sensibilité et la culture jamaïcaines dans l'écriture du monde ». Outre les questions de la maison, comme terre d'appartenance, et de l'exil, son travail traite du pouvoir de l'art d'explorer et de réconcilier les oppositions et les contradictions dans l'expérience historique des Caraïbes. Kei Miller note : « Fondamentalement poète, Goodison n'a pas eu peur de franchir la barrière vers d'autres genres : elle a écrit des nouvelles et des mémoires très connus. . . . Je soupçonne qu'elle n'est toujours pas aussi célèbre qu'elle devrait l'être, car il n'existe tout simplement pas de langage critique adapté pour parler de ce qu'elle fait, des risques qu'elle prend et pourquoi exactement elle atteint son but ».

## Prix
- 1986 : prix du Commonwealth Writers' Prize, Americas region, I Am Becoming My Mother[8].
- 1999 : Musgrave Medal (en) médaille d'or par l'Institut de Jamaïque pour ses contributions à la littérature[8].
- 2013 : ordre de la Distinction jamaïcain au grade de commandeur (CD)[11].
- 2014 : OCM Bocas Prize for Caribbean Literature (en)pour la poésie, Oracabessa[24].
- 2017 : poète lauréate de la Jamaïque[8].
- 2018 : prix de littérature Windham – Campbell[25].
- 2019 : doctorat d'honneur de l'Université de Toronto[26],[27].
- 2019 : Queen's Gold Medal for Poetry (en)[28],[29] .

## Ouvrages

### Poésie
- (en) Tamarind Season, The Institute of Jamaica, 1980, 92 p.
- (en) I Am Becoming My Mother, New Beacon Books, 1986, 50 p. (ISBN 978-0901241689)
- (en) Heartease, New Beacon Books, 1988 (ISBN 978-0901241870)
- (en) Poems  (vidéo VHS), Kingston, Jamaica, Caribbean Images, 1989
- (en) Selected Poems, University of Michigan Press, 1993 (1re éd. 1992), 152 p. (ISBN 0472064932 et 978-0472064939)
- (en) To Us, All Flowers Are Roses: POEMS, University of Illinois Press, 1995, 88 p. (ISBN 0252064593, présentation en ligne)
- (en) Turn Thanks: Poems, University of Illinois Press, 1999, 112 p. (ISBN 0252067886 et 978-9766371951, présentation en ligne)
- (en) Guinea Woman: New and Selected Poems, Carcanet Press, 2000, 96 p. (ISBN 1857544862, présentation en ligne)
- (en) Travelling Mercies, McClelland & Stewart, 2001, 104 p. (ISBN 0771033826 et 978-0771033827, présentation en ligne)
- (en) Controlling the Silver, University of Illinois Press, 2004, 120 p. (ISBN 0252029712 et 978-0252072123, présentation en ligne)
- (en) Goldengrove: New And Selected Poems, Carcanet Press, 2006 (ISBN 1857548485 et 978-1857548488, présentation en ligne)
- (en) Oracabessa, Carcanet Press Ltd., 2013, 160 p. (ISBN 1847772420 et 978-1847772428, présentation en ligne)
- (en) Supplying Salt and Light, McClelland & Stewart, 2013, 82 p. (ISBN 0771035918 et 978-0771035906, présentation en ligne)
- (en) Collected Poems, Carcanet Poetry, 2017, 622 p. (ISBN 9781784106386, présentation en ligne)

### Histoires courtes
- (en) Baby Mother and the King of Swords, Longman Publishing Group, 1990, 176 p. (ISBN 0582054923 et 978-0582054929)
- (en) Fool-Fool Rose Is Leaving Labour-in-Vain Savannah, Ian Randle Publishers, 2005, 192 p. (ISBN 9766371954 et 978-9766371951, présentation en ligne)
- (en) By Love Possessed, Amistad Books, 2012 (1re éd. 2011), 272 p. (ISBN 0062127357 et 978-0062127358, présentation en ligne)

### Mémoire
- (en) From Harvey River : a Memoir of My Mother and Her Island  (livre de la semaine sur BBC Radio 4, lecture de Doña Croll, mai 2009), New York, Atlantic Books Ltd., 2010 (ISBN 978-1843549956, présentation en ligne)

### Essai
- Redemption Ground: Essays and Adventures, Myriad Editions, 2018, 224 p. (ISBN 978-1-912408-13-9, présentation en ligne)

## Anthologies
- (en) Margaret Busby (éd.), Daughters of Africa, Ballantine Books, 1994 (1re éd. 1992), 1093 p. (ISBN 0345382684, présentation en ligne)
- (en) Jahan Ramazani, Richard Ellmann, Robert O'Clair (éds.), The Norton Anthology of Modern and Contemporary Poetry, Norton Company, 2003, 1136 p. (ISBN 039332429X, présentation en ligne)
- (en) Maynard Mack (éd.) et al., The Norton Anthology of World Masterpieces, Norton & Company, 1997 (1re éd. 1956), 3052 p. (ISBN 0393971430, présentation en ligne)
- (en) The Longman Anthology British Literature: Volume 2a: The Romantics and Their Contemporaries [With Confessions of English Opium-Eater & Other Writing], Pearson Longman, 2006 (ISBN 0321483456)
- (en) J.D. McClatchy (éd.), The Vintage Book of Contemporary World Poetry, Vintage, 1996, 688 p. (ISBN 0679741151, présentation en ligne)
- (en) Mary Ann Caws  (éd.), The HarperCollins World Reader, Longman Publishing Group, 1997 (1re éd. 1994) (ISBN 0065013824)